# Internet Protocol Control Protocol
Dans les réseaux informatiques, Internet Protocol Control Protocol (IPCP) est un protocole de contrôle de réseau pour établir et configurer le protocole IP d'un hôte via une liaison PPP. IPCP utilise le même mécanisme d'échange de paquet que le LCP. 